# Emil Eckhoff
Per Emil Cornelius Eckhoff (före 1919 Ekhoff), född 30 mars 1846 i Stockholm, död 6 oktober 1923 i Djursholm, var en svensk arkeolog.
Eckhoff studerade naturvetenskap på Uppsala universitet, särskilt geologi. Hans doktorsavhandling handlar om glansfiskens benstruktur. Som arkeolog tillämpade han de analyserande och komparativa metoderna och nådde fram till bestående resultat. 1880 blev han e.o. amanuens vid Vitterhetsakademien. Han studerade Bohusläns fornlämningar och var redaktör för Göteborgs och Bohusläns fornminnesförenings tidskrift 1879–1891. Intendent för Livrustkammaren var han 1883-93 och deltog i förberedelsen av Vegaexpeditionen. 1910–15 var han antikvarie vid Vitterhetsakademien, fram till 1903 redaktör för Antikvarist tidskrift och redigerade även Fornvännen fram till sin död 1923.
Han handlade restaureringsärenden, bl.a. kyrkor och gjorde en insats inom medeltidsarkeologin. Han var motståndare till s.k. stilrestaureringar, och ledde konserveringsarbeten i Sigtuna och på Gotland. De sista 25 åren utforskade han Visby ringmur.
Bland hans vetenskapliga skrifter märks Qville härads fornminnen (1881), Tjörns härads fasta fornlämningar (1882), S:t Clemens kyrka i Visby (1912), Svenska stavkyrkor (1914–16), samt planschverket Visby stadsmur (1922).
Eckhoff blev 1897 riddare av Vasaorden och 1904 riddare av Nordstjärneorden.